# Casa Almenar Andreu
La Casa Almenar Andreu a Vilafamés, a la comarca de la Plana Alta, és una antiga casa catalogada com a Monument d'interès local segons consta en l'ANNEX III Béns de rellevància local compresos en el conjunt històric, del Decret 80/2005, de 22 d'abril, pel qual es declara Bé d'interès cultural el Conjunt històric de Vilafamés; amb codi 12.05.128-0025 de la Generalitat Valenciana.
Aquest edifici al igual que ocorre amb la coneguda com a Casa Grijalbo i Martí, és  estudiat per experts arqueòlegs per una possible catalogació com Bé d'Interès Cultural, en el cas que se'n pugui demostrar l'ús defensiu.